# Serveis diferenciats

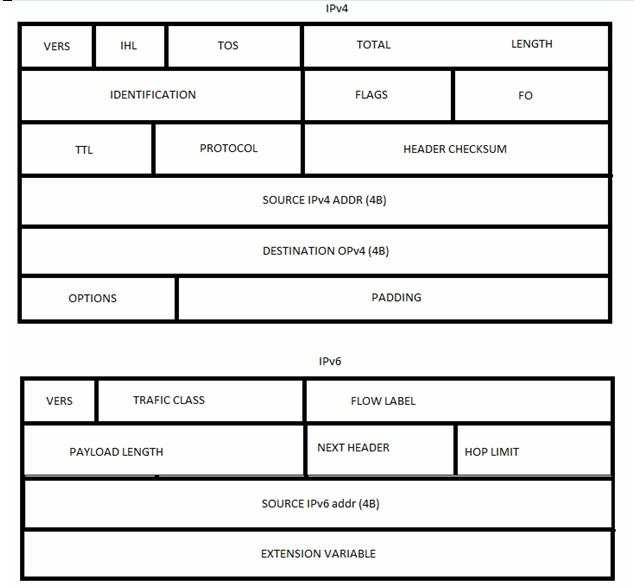
Serveis diferenciats.

Els serveis diferenciats o DiffServ és una arquitectura de xarxa informàtica que especifica un mecanisme per classificar i gestionar el trànsit de xarxa i proporcionar qualitat de servei (QoS) a les xarxes IP modernes. DiffServ es pot utilitzar, per exemple, per proporcionar una latència baixa al trànsit de xarxa crític, com ara la veu o els mitjans de reproducció en temps real, alhora que ofereix el millor servei a serveis no crítics, com ara trànsit web o transferències de fitxers.
DiffServ utilitza un punt de codi de serveis diferenciats (DSCP) de 6 bits al camp de serveis diferenciats de 8 bits (camp DS) de la capçalera IP per a la classificació de paquets. El camp DS substitueix el camp TOS d'IPv4 obsolet.

## Fons
Les xarxes de dades modernes porten molts tipus diferents de serveis, com ara veu, vídeo, música en temps real, pàgines web i correu electrònic. Molts dels mecanismes de QoS proposats que permetien que aquests serveis coexistissin eren complexos i no s'han escalat per satisfer les demandes d'Internet pública. El desembre de 1998, l'IETF va substituir els camps de precedència TOS i IP a la capçalera IPv4 pel camp DS. [2] A la capçalera IPv6 el camp DS forma part del camp Classe de trànsit on ocupa els 6 bits més significatius.
Al camp DS, s'utilitza un interval de vuit valors (selectors de classe) per a la compatibilitat amb l'antic camp de precedència IPv4 IP. Avui dia, DiffServ ha suplantat en gran manera el TOS i altres mecanismes de QoS de capa 3, com ara els serveis integrats (IntServ), ja que els encaminadors d'arquitectura principal utilitzen per proporcionar QoS.

## Mecanismes de gestió del trànsit
DiffServ és un mecanisme de gra gruixut basat en classes per a la gestió del trànsit. En canvi, IntServ és un mecanisme de gra fi basat en flux. DiffServ es basa en un mecanisme per classificar i marcar paquets com a pertanyents a una classe específica. Els encaminadors compatibles amb DiffServ implementen comportaments per salt (PHB), que defineixen les propietats de reenviament de paquets associades a una classe de trànsit. Es poden definir diferents PHB per oferir, per exemple, un servei de baixes pèrdues o de baixa latència.
En lloc de diferenciar el trànsit de xarxa en funció dels requisits d'un flux individual, DiffServ funciona segons el principi de classificació del trànsit, col·locant cada paquet de dades en una d'un nombre limitat de classes de trànsit. A continuació, cada encaminador de la xarxa es configura per diferenciar el trànsit en funció de la seva classe. Cada classe de trànsit es pot gestionar de manera diferent, assegurant un tractament preferencial per al trànsit de prioritat més alta a la xarxa. La premissa de Diffserv és que les funcions complicades com la classificació de paquets i la policia es poden dur a terme a la vora de la xarxa mitjançant encaminadors de punta. Com que no cal cap classificació ni control als encaminadors bàsics, la funcionalitat es pot mantenir senzilla. Els encaminadors bàsics simplement apliquen el tractament PHB als paquets en funció de les seves marques. El tractament de PHB s'aconsegueix mitjançant encaminadors principals mitjançant una combinació de política de programació i política de gestió de cues.

## Classificació i marcatge
El trànsit de xarxa que entra a un domini DiffServ està subjecte a classificació i condicionament. Un classificador de trànsit pot inspeccionar molts paràmetres diferents dels paquets entrants, com ara l'adreça d'origen, l'adreça de destinació o el tipus de trànsit i assignar paquets individuals a una classe de trànsit específica. Els classificadors de trànsit poden respectar qualsevol marca DiffServ en paquets rebuts o poden optar per ignorar o anul·lar aquestes marques. Per a un control estricte sobre els volums i el tipus de trànsit en una classe determinada, un operador de xarxa pot optar per no respectar les marques a l'entrada al domini DiffServ. El trànsit de cada classe es pot condicionar encara més sotmetent el trànsit a limitadors de velocitat, policies de trànsit o modeladors.

### Reenviament assegurat
L'IETF defineix el comportament del reenviament assegurat (AF) a RFC 2597 i RFC 3260. El reenviament assegurat permet a l'operador oferir una garantia de lliurament sempre que el trànsit no superi alguna tarifa subscrita. El trànsit que supera la taxa de subscripció s'enfronta a una probabilitat més alta de caure si es produeix una congestió.

## Agent d'ample de banda
Un corredor d'ample de banda en el marc de DiffServ és un agent que té cert coneixement de les prioritats i polítiques d'una organització i assigna amplada de banda respecte a aquestes polítiques. Per tal d'aconseguir una assignació de recursos d'extrem a extrem entre dominis separats, l'agent d'amplada de banda que gestiona un domini s'haurà de comunicar amb els seus companys adjacents, la qual cosa permet que els serveis d'extrem a extrem es construeixin a partir d'acords purament bilaterals.